# Bella e perduta
Pour plus de détails, voir Fiche technique et Distribution.
Bella e perduta est un film italien réalisé par Pietro Marcello et présenté en avant première nationale au festival de Turin le 18 novembre 2015,,, et à celui de Locarno.

## Origine du film
Fondements de l'œuvre exposés par son réalisateur :

« Lorsque je suis tombé sur le Palais royal de Carditello et sur l'histoire incroyable de Tommaso, « l'ange de Carditello », un berger qui avait tout sacrifié pour offrir des années de sa vie afin de s'occuper de ce bien artistique abandonné — j'ai vu une métaphore puissante de ce que je voulais vraiment décrire.
À la suite de la mort prématurée et soudaine de Tommaso Cestrone, Bella e perduta — conçue initialement comme un « voyage à travers l'Italie » — est devenu un film différent, construisant un mariage entre conte de fées, documentaire, rêve et réalité.
Carditello est le symbole d'une beauté perdue et de la lutte d'un individu.
Et en même temps, cette histoire, profondément enracinée dans l'histoire de notre pays, examine un sujet universel : la relation entre l'homme et la nature. »

— Pietro Marcello, 2016.

## Synopsis

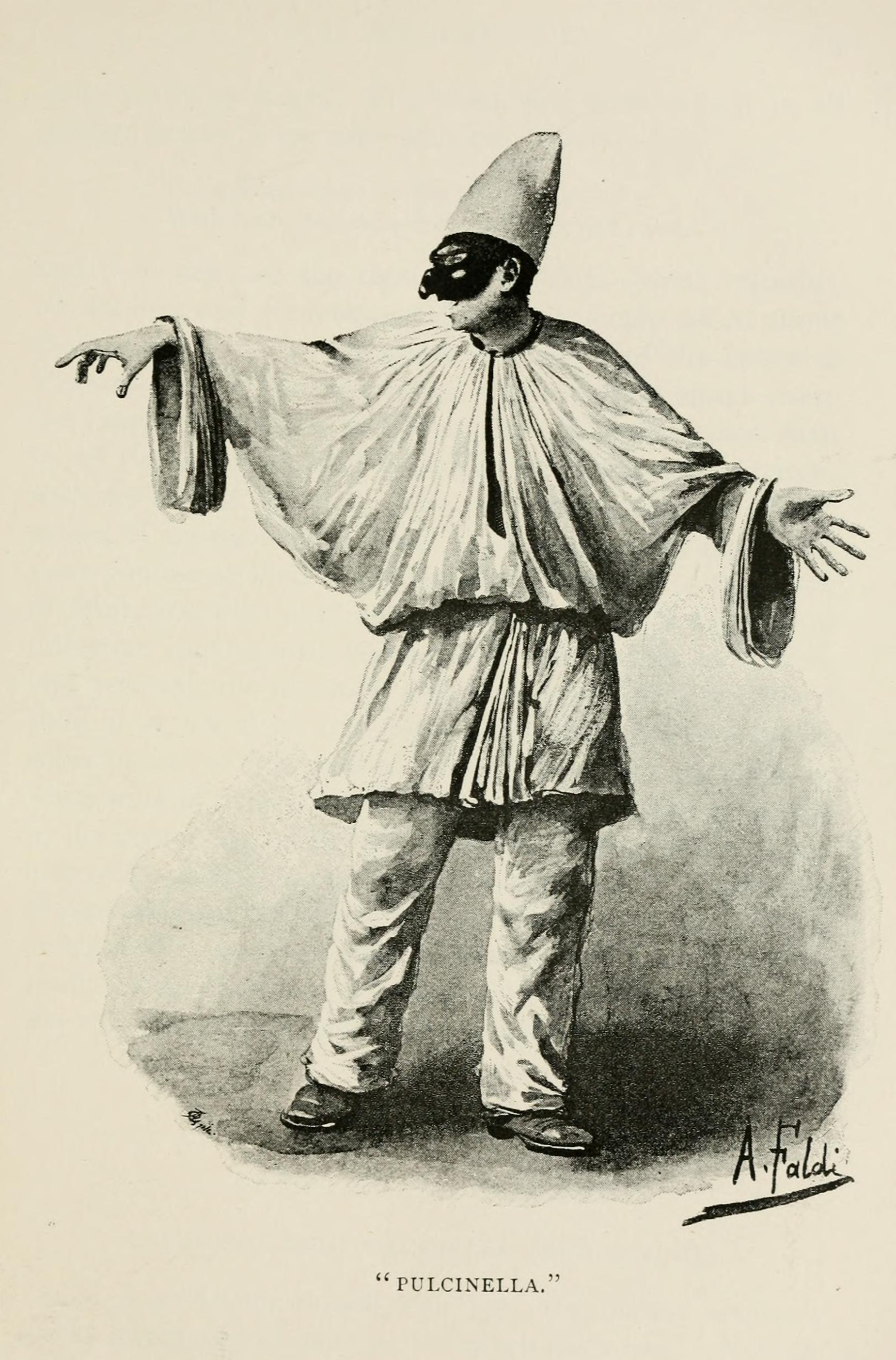
Polichinelle peint par Arturo Faldi (1892).

Polichinelle, masque de la tradition de la Campanie, intermédiaire entre les vivants et les morts, sort des entrailles du Vésuve avec pour mission d'exaucer les dernières volontés d'un simple pâtre, Tommaso Cestrone : sauver le bufflon Sarchiapone.
Polichinelle se rend donc à la Reggia di Carditello, résidence des Bourbons, abandonnée à elle-même au chœur de la Terra dei fuochi, mais entretenue par Tommaso et où se trouve le jeune buffle. C'est ainsi que Polichinelle, pour tenter de soustraire le bufflon à un funeste destin, l'emmène vers le Nord dans un long voyage à travers une Italie « belle et perdue ».

Le bufflon, narrateur du film
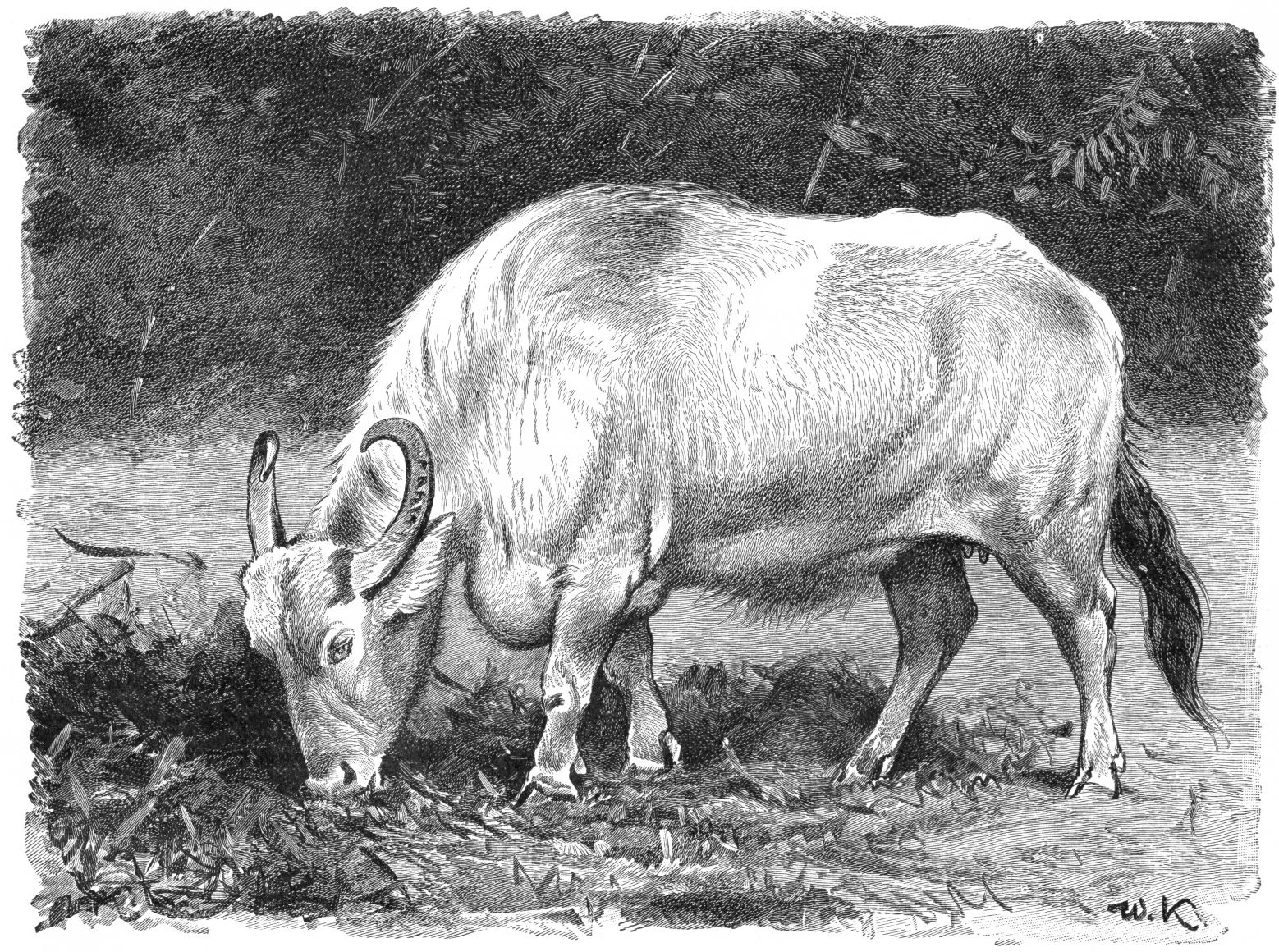
Dessin de Friedrich Wilhelm Kuhnert (1927).
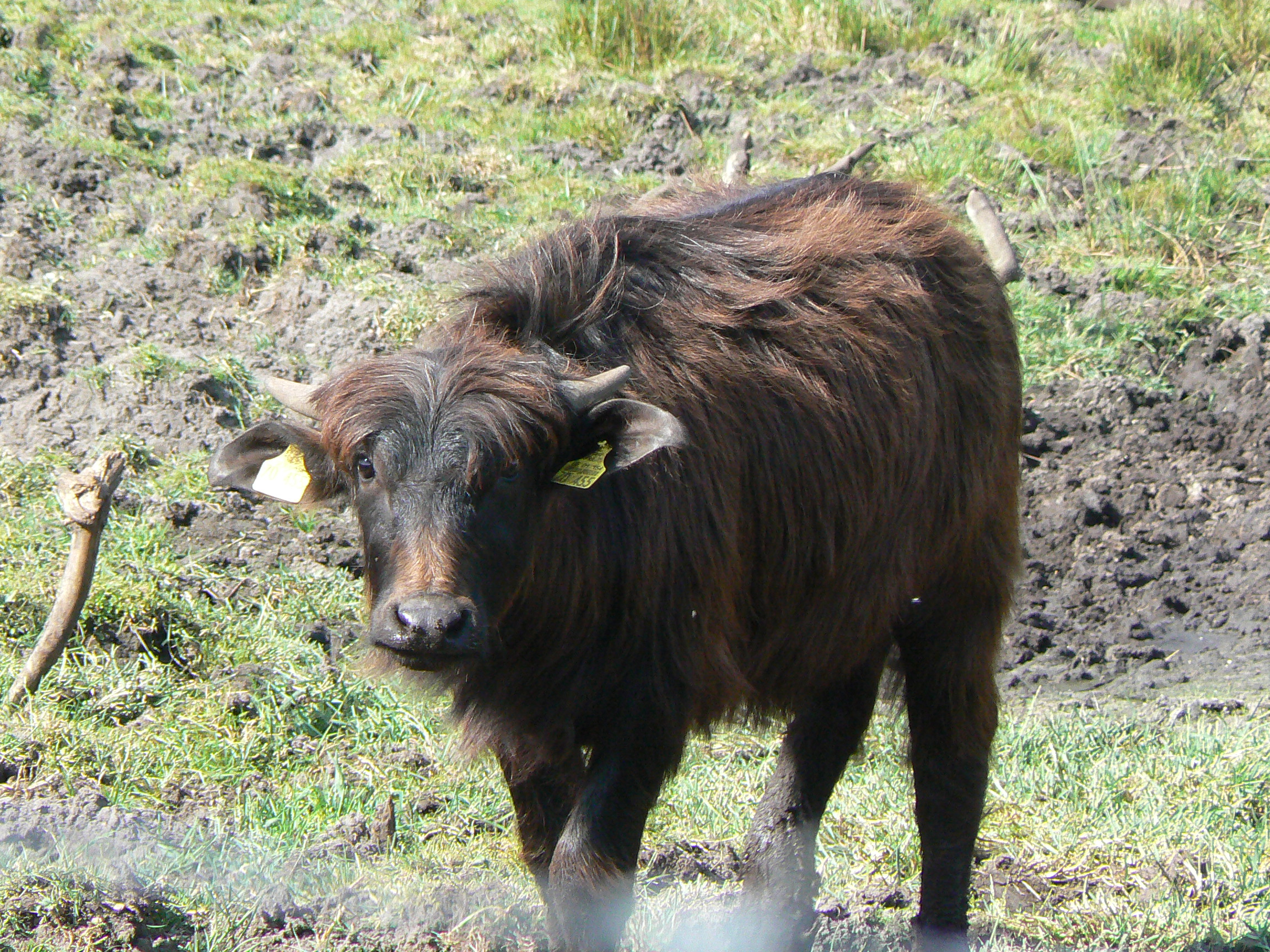
Bufflon d'un élevage allemand.
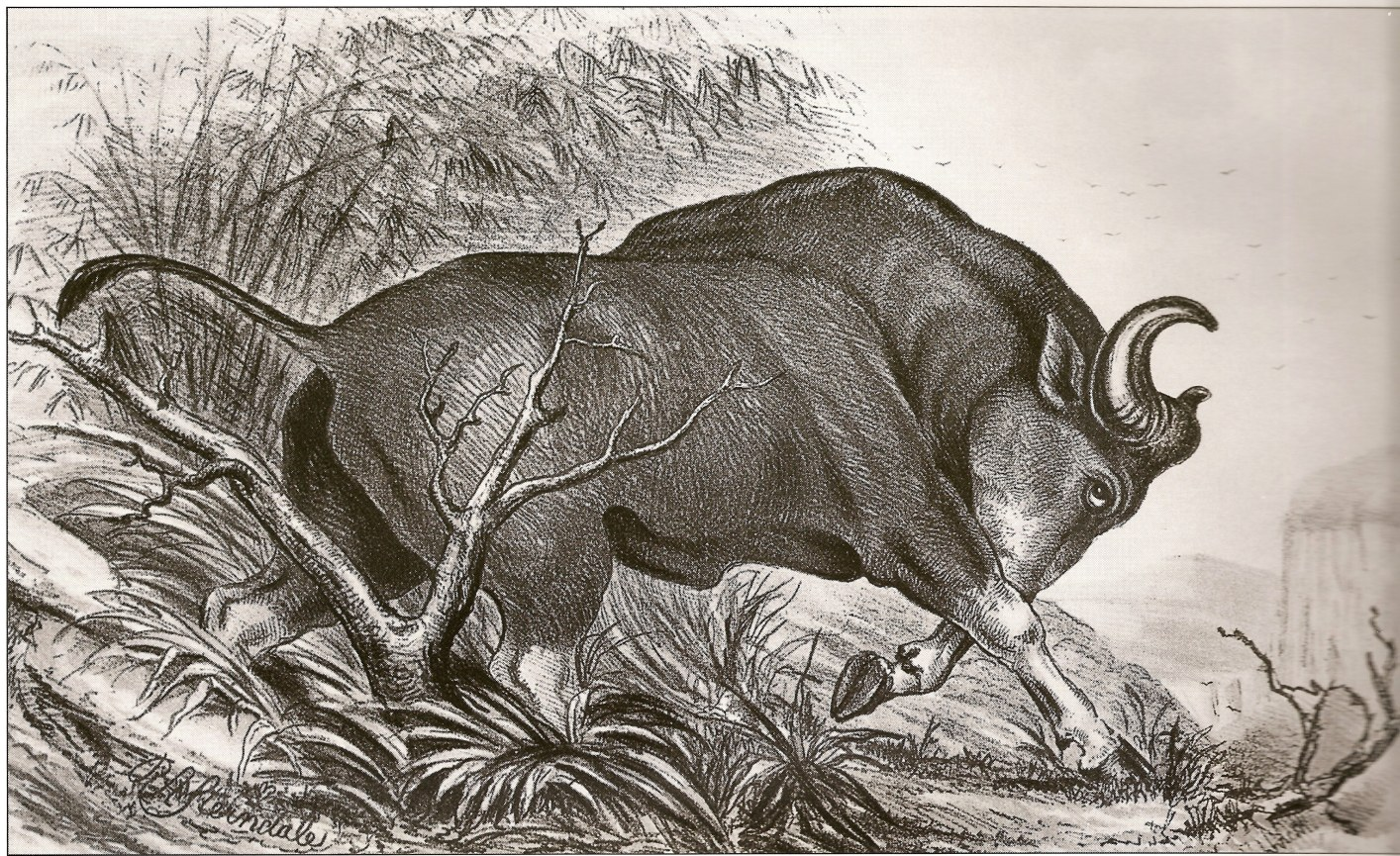
Dessin de Robert Armitage Sterndale (en) (1886).

## Fiche technique
- Titre original : Bella e perduta

Emprunté à un vers de l'air Va, pensiero du chœur des esclaves de l'opéra Nabucco de Giuseppe Verdi : « Oh mia patria sì bella e perduta! » (Oh ma patrie si belle et perdue !)
- Réalisation : Pietro Marcello
- Scénario : Maurizio Braucci, Pietro Marcello
- Textes :
  - Le Silence de la raison (Il silenzio della ragione), extrait de La mer ne baigne pas Naples (Il mare non bagna Napoli) d'Anna Maria Ortese
  - I pastori (Les Bergers), extrait d'Alcyone de Gabriele D'Annunzio
- Photographie : Pietro Marcello, Salvatore Landi
- Son : Riccardo Spagnol
- Montage : Sara Fgaier
- Musique originale : Magma, Il tombarolo et Sdoppiamento de Marco Messina et Sacha Ricci
- Production : Sara Fgaier, Pietro Marcello
- Producteur exécutif : Dario Zonta
- Sociétés de production : Avventurosa, Rai Cinema, Cinecittà Luce, Cinémathèque de Bologne
- Sociétés de distribution : Cinecittà Luce (Italie), Shellac[9] (France), The Match Factory (ventes internationales)
- Pays d'origine :  Italie
- Langues originales : italien, dialectes de Campanie[10]
- Format : couleur et noir et blanc — format DCP — 1.66:1 — son 5.1
- Genre : essai cinématographique, fable politique, conte, road movie
- Durée : 87 minutes
- Dates de sortie :
- Italie : 19 novembre 2015
- France : 1er juin 2016
- (fr) Classifications et visa CNC : mention « tous publics », art et essai, visa d'exploitation no 144504 délivré le 27 juillet 2016

## Distribution
Établie dans cet ordre dans le dossier de presse du distributeur Shellac.
« Le buffle Sarchiapone est l'« acteur » le plus important du film, selon le réalisateur. »
- Elio Germano (voix off) : le bufflon Sarchiapone[Note 2],[8]
- Tommaso Cestrone : lui-même, berger et gardien du palais abandonné
- Sergio Vitolo : Polichinelle[Note 3],[8]
- Gesuino Pittalis : berger et poète

## Musiques additionnelles
- Adagio pastorale d'Antonio Casimir Cartellieri.
- Andante sostenuto du Concertino pour clarinette en si bémol majeur de Gaetano Donizetti.
- Fenesta ca lucive (it), lyrics de Giulio Genoino et musique de Vincenzo Bellini, interprété par Giuseppe Di Stefano.
- Adagio non troppo du Concerto all'antica d'Ottorino Respighi.
- Mentecuore, chanson interprétée par Nino d'Angelo[11].
- Ciucculatina d'a ferrovia, chanson interprétée par Nino d'Angelo[11].
- Sonate K109 en la mineur de Domenico Scarlatti.
- Ophélie. V 22. 2e version de la Deuxième étude symphonique de Guillaume Lekeu.

## Accueil
Télérama : « Quelque part entre fiction et documentaire, voilà une singulière épopée. Celle d'un buffle qui raconte, en voix off, son destin funeste. [...] Jeunesse de Sarchiapone — c'est son nom — quand il n'était encore qu'un bufflon. Après le décès de son maître, il est confié à Polichinelle, l'intermédiaire entre les morts et les vivants, le représentant d'une Italie mythique, perdue. Duo étrange qui s'engage dans un périple vers le nord du pays. Chez Pietro Marcello (La bocca del lupo, en 2009), la fiction n'est qu'un prétexte. Sa fable écolo, mâtinée de commedia dell'arte, fait le portrait d'un (véritable) berger, surnommé « l'ange de Carditello » pour avoir pris soin d'un palais abandonné, transformé en décharge par la Camorra. Un bâtiment qui symbolise à la fois le passé, glorieux, et le présent, vulgaire. Note d'espoir dans ce film franchement pessimiste sur l'Italie contemporaine : en 2014, le palais a été racheté par le gouvernement. »,.

## Distinctions
Source : IMDb Awards.

### Récompenses
- Festival international du film de La Roche-sur-Yon 2015 : Grand prix du jury Ciné+ à Pietro Marcello.
- Locarno Festival 2015 :
  - Prix du jeune jury à Pietro Marcello,
  - Prix avec mention spéciale du jury œcuménique à Pietro Marcello.
- Festival du film de Munich 2016 : prix CineVision, avec mention honorable, à Pietro Marcello.
- Festival international du film de Göteborg 2016 : prix Ingmar-Bergman du meilleur espoir à Pietro Marcello[Note 5]
- Syndicat national des journalistes cinématographiques italiens 2016 : Ruban d'argent du meilleur documentaire.

### Nominations
- Festival international du film documentaire de Copenhague 2015 (CPH:DOX) : Pietro Marcello nommé pour le prix du meilleur documentaire (DOX).
- IndieWire Critics Poll 2015 (en) : meilleur film non-distribué (9e place).
- Locarno Festival 2015 : Pietro Marcello nommé pour le Léopard d'or.
- Festival du film de Munich 2016 : Pietro Marcello nommé pour le prix CineVision du meilleur film d'un réalisateur émergent.
- Festival Internacional de Cine Documental de Navarra Punto de Vista 2016 (es) : Pietro Marcello nommé pour le Grand Prix.

### Sélections
- Festival du film de Turin 2015 : projection section « Festa Mobile 2015 »[1].
- Festival du film documentaire Doclisboa 2015 : projection en ouverture de la compétition internationale.

## Source de traduction
- (it) Cet article est partiellement ou en totalité issu de l’article de Wikipédia en italien intitulé « Bella e perduta » (voir la liste des auteurs).

## Vidéo
(it) Bella e perduta de Pietro Marcello, Shellac, 2016, DVD, 112 min (dont 25 minutes de bonus) [présentation en ligne]